# Ottavio Amigoni
Ottavio Amigoni (16 octobre 1605 à Brescia - 28 octobre 1661) est un peintre italien de la période baroque qui fut actif à Brescia au XVIIe siècle.

## Biographie
Formé par Antonio Gandini, il a réalisé avec le fils de ce dernier, Bernardino, une importante fresque sur la Vie de saint Albert (1640 env.) dans l'église carmélite de Brescia.